# Parco delle grotte del Río Camuy
Il parco delle grotte del Río Camuy (in spagnolo: Parque de las Cavernas del Río Camuy; in inglese: Camuy River Cave Park) è un parco di notevole interesse speleologico, situato nella zona nordoccidentale del Porto Rico, tra i comuni di Camuy, Hatillo e Lares.
L'area sorge in una zona montagnosa e viene attraversata dal Río Camuy, un fiume che nel corso dei millenni ha eroso la roccia dando luogo a enormi caverne, creando il terzo più grande sistema di caverne con fiume sotterraneo del mondo. Le diverse grotte si trovano sul fondo di profonde doline dalle pareti verticali, nel mezzo della fitta foresta caraibica, e sono collegate tra loro da ampi passaggi sotterranei oltre che dal Río Camuy.
L'entrata principale al parco si trova a Quebrada, nel comune di Camuy.

## Storia
Le grotte fanno parte di una vasta rete di grotte carsiche naturali e di fiumi sotterranei scavate dal terzo fiume sotterraneo più ampio al mondo, il Río Camuy.
Il sistema di grotte fu scoperto nel 1958 e fu documentato per la prima volta nel 1973 nel volume Discovery At The Río Camuy (ISBN 0-517-50594-0) di Russell e Jeanne Gurnee. Riscontri archeologici dimostrano comunque che queste grotte furono esplorate dagli indigeni Taíno, i primi abitanti di Porto Rico parecchi secoli fa.
Oltre 16 km di caverne, 220 grotte e 17 ingressi al sistema carsico di Camuy sono state finora mappate. Questa comunque è solo una frazione dell'intero sistema, che molti esperti ritengono possa includere altre 800 grotte.
Solo una piccola parte del complesso è aperta al pubblico.
Il parco da circa 108 ettari realizzato attorno al sistema di caverne organizza le visite di alcune grotte e inghiottitoi ed è una delle attrazioni naturali più popolari del Porto Rico.

## Monumenti e luoghi d'interesse

### Cueva Clara y Sumidero de Empalme
La Cueva Clara de Empalme è il principale punto di interesse del parco. Solo una singola camera di questo sistema di grotte fu attrezzato per il pubblico a partire dal 1986.
Nel sito sono disponibili visite guidate regolari della caverna e visite con audioguida.
A partire da novembre 2010, ogni settimana sono organizzate visite chiamate ECO NIGHTS, per le quali è necessario prenotare.
Le visite iniziano con la proiezione di un breve filmato in un teatro da 90 posti a sedere, in cui si spiega il sistema di grotte del rio Camuy e le norme di sicurezza del sito; in seguito un trenino trasporta i visitatori all'ingresso della Cueva Clara.
L'enorme camera è lunga 212 m e alta 65 m.
Una volta all'interno della camera, i visitatori possono osservare un accesso dal soffitto del Sumidero de Empalme, che si trova a 60 m dalla superficie, oltre a stalattiti, stalagmiti, formazioni uniche e migliaia di pipistrelli.

### Cueva y Sumidero de Espiral
Per passare all'interno della Cueva Clara per raggiungere poi il Sumidero y Cueva Espiral al fine di per vedere l'ingresso a questa caverna, i visitatori devono essere in buone condizioni fisiche. Essi devono discendere attraverso di esso lungo una passerella panoramica con 205 gradini. La difficoltà sta poi nel risalire. Una volta discesi i 205 gradini all'interno dell'inghiottitoio, non è possibile accedere alla grotta.
Solo speleologi esperti possono entrare nella grotta e accedere al fiume sotterraneo con un permesso speciale della Compañía de Parques Nacionales di Porto Rico. Si ritiene che questo inghiottitoio sia stata un tempo un'enorme caverna che crollò migliaia di anni fa.
All'ingresso della caverna la vista è impressionante.

### Sumidero Tres Pueblos
Il Sumidero Tres Pueblos è un gigantesco inghiottitoio, che misura 195 m di diametro.
Il Río Camuy può essere visto 120 m più in basso da tre piattaforme di osservazione che sono situate in diversi punti lungo il perimetro dell'apertura dell'inghiottitoio.
Esso è situato presso il punto di incontro fra i confini dei villaggi di Camuy, Hatillo e Lares. Ogni villaggio possiede la sua piattaforma di osservazione dell'inghiottitoio.

## Statistiche
Nel Camuy River Cave Park vivono oltre 13 specie di pipistrelli e centinaia di specie di insetti, ragni e rane.
Quello del Río Camuy è il terzo bacino idrografico sotterraneo più ampio al momdo.

## Informazioni
Il parco chiude al raggiungimento della capacità massima giornaliera di 1500 visitatori.

## Curiosità
Alcune scene del film Batman Forever sono state girate all'interno di queste grotte.